# Kenton (Tennessee)
Kenton és una població dels Estats Units a l'estat de Tennessee. Segons el cens del 2000 tenia 1.306 habitants.

## Demografia
Segons el cens del 2000, Kenton tenia 1.306 habitants, 567 habitatges, i 378 famílies. La densitat de població era de 252,1 habitants/km².
Dels 567 habitatges en un 30,9% hi vivien nens de menys de 18 anys, en un 49,9% hi vivien parelles casades, en un 12,5% dones solteres, i en un 33,3% no eren unitats familiars. En el 30,9% dels habitatges hi vivien persones soles el 18,2% de les quals corresponia a persones de 65 anys o més que vivien soles. El nombre mitjà de persones vivint en cada habitatge era de 2,3 i el nombre mitjà de persones que vivien en cada família era de 2,85.
Per edats la població es repartia de la següent manera: un 24,5% tenia menys de 18 anys, un 7,1% entre 18 i 24, un 27,8% entre 25 i 44, un 22,8% de 45 a 60 i un 17,8% 65 anys o més.
L'edat mediana era de 38 anys. Per cada 100 dones de 18 o més anys hi havia 81,6 homes.
La renda mediana per habitatge era de 29.803 $ i la renda mediana per família de 37.788 $. Els homes tenien una renda mediana de 27.037 $ mentre que les dones 19.792 $. La renda per capita de la població era de 16.515 $. Entorn de l'11,9% de les famílies i el 14,6% de la població estaven per davall del llindar de pobresa.

## Poblacions més properes
El següent diagrama mostra les poblacions més properes.